# Kusín
Kusín este o comună slovacă, aflată în districtul Michalovce din regiunea Košice. Localitatea se află la altitudinea de 123 m deasupra n.m., se întinde pe o suprafață de 9,8 km2 și în 2017 număra 345 de locuitori.

## Istoric
Localitatea Kusín este atestată documentar din 1416.

## Demografie
| An:                | 1994 | 2004   | 2014   | 2024   |
| ------------------ | ---- | ------ | ------ | ------ |
| Număr de persoane: | 362  | 363    | 338    | 355    |
| Diferență:         |      | +0,27% | −6,88% | +5,02% |

| An:                | 2023 | 2024   |
| ------------------ | ---- | ------ |
| Număr de persoane: | 364  | 355    |
| Diferență:         |      | −2,47% |